# Joachim Ahlemann
Joachim Ahlemann (Zeitz, 1875. július 12. – Schkeuditz, 1934. november 30.) német evangélikus lelkész, író.

## Élete
Hugo Ahlemann lelkész leányának fia, az Alemann nemesi család leszármazottja volt, családja eredetileg Magdeburgból származott. Középiskolai tanulmányait Zeitzben végezte, ezután a Hallei Egyetemen protestáns teológiát tanult. Ezután egy ideig magántanár volt, majd 1903-ban a Danzig melletti Zeyerbe került előbb kisegítő prédikátorként, később lelkészként. 1911-ben a berlini Evangélikus Liga főtitkára lett, s 1913-tól Szászország egyházi tartományaiban különféle lelkészi tisztségeket töltött be: először Borcke-ban, 1914-től Groß Mansdorfban, 1916-ban Kuhnsee-ban, 1920-ban az eilenburgi Szent Miklós-templomban, 1925-ben Eickendorfban. 1930-tól Schkeuditzben volt szuperintendens. Szerkesztette a Heimatkirche című egyházi magazint. Egyházi költeményei közül néhány ma is népszerű.

## Válogatott munkái
- Das Thorner Blutgericht, Berlin, 1912
- Das Würfelspiel auf dem Haushamerfelde 15. Mai 1625 (= Treu dem Evangelium. Märtyrerbilder aus der evangelischen Kirche, Bd. 6), Berlin, 1925
- In der wüsten Ecke, Berlin, 1925
- Sonne überm Thal, Eilenburg, 1928
- Aus dem Herrgottswinkel des Lebens, Berlin, 1928
- Am Kreuzweg in der heiligen Nacht, Berlin, 1928

## Külső hivatkozások
- Ahlemann néhány munkája a Deutsche Digitale Bibliothek oldalán

## Fordítás
- Ez a szócikk részben vagy egészben  a   Joachim Ahlemann című német Wikipédia-szócikk ezen változatának fordításán alapul.  Az eredeti cikk szerkesztőit annak laptörténete sorolja fel. Ez a jelzés csupán a megfogalmazás eredetét és a szerzői jogokat jelzi, nem szolgál a cikkben szereplő információk forrásmegjelöléseként.

1. ↑  https://web.archive.org/web/20181227230423/https://www.gem-boerdeland.de/bk/eickendorfer_nachrichten/en_04_2013.pdf. (Hozzáférés: 2023. november 23.)
2. ↑  Deutsches Literatur-Lexikon online
3. ↑   (1973) „Kürschners Deutscher Literatur-Kalender Nekrolog 1936–1970” (német nyelven), Berlin, 4. o, Kiadó: De Gruyter.